# 結婚哲学
『結婚哲学』（けっこんてつがく、The Marriage Circle）とは、1924年に公開されたアメリカ合衆国のサイレント映画。ロタール・シュミットの戯曲『Only a Dream』が原作で、監督はエルンスト・ルビッチ、脚本はパウル・ベルン。ワーナー・ブラザース作品。二組の夫婦の浮気をめぐる騒動を描く。
1924年キネマ旬報社優秀映画投票・芸術的に最も優れた映画2位。

## あらすじ
1923年のウィーンに引っ越してきたストック教授と妻のミッツィは、友人のシャーロットから夫を紹介してほしいという誘いに無関心だったことを残酷だとして、夫のヨーゼフ・ストック教授と別れると脅したとき、彼はその提案に微笑んだが、ミッツィは怒って、一人で出掛けて、男とタクシーに乗り合わせた。しかしストック教授は、妻が男とタクシーに乗るのを見て、妻の不品行の証拠を得るために私立探偵を雇った。
シャーロットはミッツィを温かく迎え、結婚生活がいかに幸せであるかを告げるが、ミッツィはそれが長くは続かないだろうと言う。シャーロットの夫、フランツ・ブラウン医師が帰宅すると、フランツがタクシーで乗り合わせた男だったことに感激し、ミッツィは後に彼を誘惑しようとする。しかしフランツは妻を愛しており、ミッツィの誘惑にもかかわらず、彼女の甘言に決して屈しない。ミッツィは妻シャーロットの嫉妬心を巧みに別の女性ホーファー嬢に気をそらし、道を切り開いていた。
フランツの医療パートナーであるグスタフ・ミューラー医師はフランツの妻シャーロットを非常に気に入っており、シャーロットを口説こうとした為、状況は複雑化しました。
ミッツィのアタックに防戦一方のフランツだが、ある晩、意を決してミッツィに会いに行き、正式に断る。しかし、探偵はその様子を浮気の証拠と勘違いし、教授に報告。その情報をシャーロットも知ることになり、夫との離別を決心する。
しかしミッツィの手紙で、フランツがミッツィを愛していないという文言を読んでシャーロットは誤解は解け、ブラウン夫妻は仲直りする。

## キャスト
ヨーゼフ・ストック教授
演 - アドルフ・マンジュー
有閑好色紳士。

ミッツィ・ストーク
演 - マリー・プレヴォー
夫のヨーゼフに感心が無く、ブラウン医師に好意を寄せる。

フランツ・ブラウン医師
演 - モンテ・ブルー
妻の嫉妬を恐れる。

シャーロット・ブラウン
演 - フローレンス・ヴィダー
夫を愛してる。

グスタフ・ミューラー医師
演 - クレイトン・ヘイル
シャーロットに惚れている。

ポリーヌ・ホーファー嬢
演 - エスター・ラルストン
担当のフランツ医師を好きになる。

探偵
演 - ハリー・マイヤース
シュミット医師を名乗る。

患者
演 - デール・フラー

## 製作・公開
ドイツ映画界の偶像的大監督だったエルンスト・ルビッチを、ハリウッドのメアリー・ピックフォードが呼んで作ったアメリカの第1作『ロジタ』は見事に失敗。メアリーと喧嘩別れしたルビッチに好条件を提示したのが、ワーナーブラザースであった。
ルビッチは、チャールズ・チャップリン監督の『巴里の女性』を見て発奮の材料となり、本作の完成に没入。
1924年2月16日ニューヨークでの封切りとなった一篇は興行的には大ヒット、ルビッチの名前を一気に全米全世界に広める記念碑的な一作となった。
ワーナーの記録によるとアメリカ国内で373,000ドル、海外で54,000ドルの収益を上げた。

## 評価
映画評論家の筈見恒夫はその著書『映画五十年史』の中で、ルビッチは「ヨーロッパ風のソフィスティケートとエロチシズムを映画に中に持ち込んで成功した。アメリカの恋愛映画が、デミル風の道徳観から、更らに大きく内容と型式を拡げた」と評している。

## 現在
作品は現存し、さまざまなフォーマットにより、ニューヨーク近代美術館、UCLA映画テレビ・アーカイブなど多くの場所でアーカイブされている。

## リメイク
1932年、ルビッチはジョージ・キューカーとともに『君とひととき』としてこの映画をリメイクした。